# Ludendorf
Ludendorf ist eine Ortschaft der Gemeinde Swisttal im nordrhein-westfälischen Rhein-Sieg-Kreis. Bis 1969 war Ludendorf eine eigenständige Gemeinde.

## Geographie
Ludendorf ist ein überwiegend ländlich geprägter Ort und liegt linksrheinisch an der B 56, ungefähr in der Mitte zwischen Rheinbach und Euskirchen. Über die B 56 erreicht man die Stadtgrenze von Bonn nach etwa 14 Kilometern.

## Geschichte
Im Jahre 1959 wurde am Rande von Ludendorf das neue Verwaltungsgebäude des damaligen Amtes Ollheim (ab 1961 „Amt Ludendorf“) erbaut, das heutige Rathaus der Gemeinde Swisttal.
Am 1. August 1969 wurde Ludendorf nach Swisttal eingemeindet.
Ludendorf wurde durch das Hochwasser im Juli 2021 schwer getroffen. Der Orbach als Ablaufgewässer für die oberliegenden Bäche Sürstbach und Steinbach sowie der örtliche Starkregen in Höhe von 150 bis 200 mm bis ca. 20:30 Uhr überschwemmten den gesamten Ort. Zudem wurde Ludendorf neben weiteren Ortsteilen der Gemeinde Swisttal und der Stadt Rheinbach wegen der Gefahr eines Dammbruches der Steinbachtalsperre am 14. Juli 2021 evakuiert. Am 19. Juli 2021 hatte der Pegel in der Steinbachtalsperre im Kreis Euskirchen den unkritischen Wasserstand erreicht. Damit bestand akut keine Gefahr mehr, dass der Staudamm brechen könnte. Somit konnten die Evakuierungsmaßnahmen für Swisttal und Rheinbach aufgehoben werden.

## Politik
Ortsvorsteher von Ludendorf ist Josef Breuer (CDU). Das Rathaus der Gemeinde Swisttal befindet sich in Ludendorf.

## Persönlichkeiten
- Hubert Wißkirchen (1934–2018), geboren in Ludendorf, Musikpädagoge
- Paul Wißkirchen (1936–2003), geboren in Ludendorf, Kirchenmusiker